# Salupati
Salupati (nep. सालुपाटी) – gaun wikas samiti w środkowej części Nepalu w strefie Dźanakpur w dystrykcie Ramechhap. Według nepalskiego spisu powszechnego z 2001 roku liczył on 767 gospodarstw domowych i 3944 mieszkańców (2149 kobiet i 1795 mężczyzn).